# Norra Ånnabosjön
Norra Ånnabosjön är en sjö i Örebro kommun i Närke och ingår i Norrströms huvudavrinningsområde. Sjön har en area på 0,0385 kvadratkilometer och ligger 206,3 meter över havet.

## Delavrinningsområde
Norra Ånnabosjön ingår i det delavrinningsområde (658136-145260) som SMHI kallar för Mynnar i Tysslingen. Medelhöjden är 150 meter över havet och ytan är 39,84 kvadratkilometer. Det finns inga avrinningsområden uppströms utan avrinningsområdet är högsta punkten. Frösvidalsån som avvattnar avrinningsområdet har biflödesordning 3, vilket innebär att vattnet flödar genom totalt 3 vattendrag innan det når havet efter 232 kilometer. Avrinningsområdet består mestadels av skog (72 procent) och jordbruk (17 procent). Avrinningsområdet har 0,85 kvadratkilometer vattenytor vilket ger det en sjöprocent på 2,1 procent.